# Rue de Gramont
La rue de Gramont est une voie du 2e arrondissement de Paris, en France.

## Situation et accès
La rue de Gramont est une voie publique située dans le 2e arrondissement de Paris. Elle débute au 12, rue Saint-Augustin et se termine au 15, boulevard des Italiens. Elle est le prolongement de la rue Sainte-Anne vers le nord.

## Origine du nom
Cette rue a été ouverte sur l'emplacement de l'ancien hôtel de Gramont, qui était différent de celui de la place Vendôme.

## Historique
En 1726, la maréchale de Gramont, veuve du maréchal de Gramont et son frère Adrien Maurice duc de Noailles, agissant comme exécuteurs testamentaires du défunt, exposèrent au jeune roi Louis XV qu'étant obligés de vendre les biens provenant de cette succession, dans lesquels se trouvait compris l'hôtel de Gramont, situé rue Neuve-Saint-Augustin, il leur serait facile de trouver des acquéreurs si celui-ci voulait bien leur permettre d'ouvrir deux rues sur l'emplacement dudit hôtel. 
Les Noailles étaient proches de la famille royale. Le duc Adrien-Maurice, frère de la maréchale, avait épousé une nièce de la Marquise de Maintenon, épouse secrète du feu roi Louis XIV et leur sœur, Marie-Victoire, qui avait épousé en secondes noces le comte de Toulouse, fils légitimé du défunt roi, était une tante par alliance du jeune roi Louis XV. 
Des lettres patentes données à Marly, le 19 février de la même année, autorisèrent :
« 1 - L'ouverture d'une rue de 4 toises de largeur qui serait nommée rue de Grammont, et dont le tracé serait fait en deux lignes parallèles depuis la rue Neuve-Saint-Augustin jusqu'au nouveau rempart planté d'arbres ;
2 - l'ouverture d'une autre rue de 4 toises de largeur, depuis ladite nouvelle rue de Grammont jusqu'à celle de Richelieu, en passant dans un cul-de-sac déjà formé sur le terrain de l'hôtel de Ménars, laquelle prendrait la dénomination de rue Ménars. »
Il n'y eut aucune suite à cette autorisation, et les lettres patentes ne furent registrées au Parlement de Paris que le 21 août 1763. L'abbé Clément se rendit adjudicataire de l'hôtel, et sollicita en 1765 le renouvellement des lettres patentes de 1726, en demandant toutefois à introduire une légère modification au tracé de la rue projetée sous le nom de rue Grammont.
Un arrêt du conseil d'État du Roi, à la date du 26 février 1765, accorda cette autorisation, qui fut continuée par lettres patentes du 1er juillet suivant, registrées au Parlement le 19 du même mois, qui marque le début de l'ouverture de la « rue de Grammont » qui deviendra ensuite « rue de Gramont ».

## Bâtiments remarquables et lieux de mémoire
- Dans cette rue se trouvait le Cercle de la rue de Grammont, fondé en 1819 et dissous par la police en 1826. Ce fut le premier cercle parisien inspiré par l'exemple des clubs anglais.
- En 1945, dans cette rue, le représentant en vin Haïm Cohen est arrêté par de faux policiers (dont Joseph Damiani), qui l'amènent ensuite dans une villa de Suresnes, à l'ouest de Paris, le torturent, lui extorquent plus de 100 000 francs et l'assassinent[3].
- No 2 : hôtel où résida en 1873 Antoine de Tounens, éphémère roi d'Araucanie et de Patagonie
- No 3 : adresse des éditions Alphonse Leduc en 1874[4]
- No 14 : Étiennette Le Marquis, ancienne baronne de Villemomble, maîtresse de Louis-Philippe d'Orléans y a habité et y meurt à son domicile le 9 février 1806.
- No 19 : le docteur Blanchet y a habité et y meurt à son domicile le 21 février 1867[5].
- No 26 : Gaëtan Lo Méo (1902, Sicile, Italie — 1992, Paris), grand tailleur parisien, y eut ses salons-ateliers de 1926 à 1968[6],[7].
- No 27 : Jacques Laffitte banquier, homme politique et gouverneur de la Banque de France  habite à ce numéro à partir de 1810[8].
- No 28 : tailleur Lebois (1837-1840).
- No 30, à l'angle avec le boulevard des Italiens : 
Emplacement de l'ancien hôtel de Lévis siège de l'ambassade de Russie dans les années 1780 ;
Siège du Cercle de l'Union (1828-1857) ;
Siège du Grand cercle républicain (1898-1900).
Ancienne scène, le Bodyrok (années 1980).

## Pour approfondir